# Präludium
Ein Präludium, auch Praeludium (lateinisch praeludium, Vorspiel) bzw. Prélude (französisch) und Preludio (italienisch und spanisch), ist ein Instrumentalwerk mit eröffnendem oder hinführendem Charakter.
Ursprünglich war das auch Priamel und Priambel genannte Präludium (oder älter: Praeambulum, auch Preambel) eine ab dem 16. Jahrhundert gebrauchte Bezeichnung für ein einleitendes, formfreies und improvisiertes Vorspiel für Orgel oder Zupfinstrument (Laute, Gitarre, Vihuela), im 17. Jahrhundert häufig ein die Suite eröffnendes Stück und dann ein auf einen Choral hinführendes oder einen Gottesdienst eröffnendes Werk für Orgel, bevor es als eigenständige Form einer Fuge, einer Fantasie oder einem anderen Werk voranging (z. B. Johann Sebastian Bach, Praeludien und Fugen für Orgel oder die zwei Teile des Wohltemperierten Klaviers). Das einleitende Musikstück einer Oper, Operette oder anderen musikalischen Bühnenstückes kann hingegen sowohl ein Präludium (im deutschen Sprachgebrauch dann allerdings Vorspiel genannt) als auch eine Ouvertüre bzw. italienisch Sinfonia sein.
Im 19. Jahrhundert entwickelte sich das Prélude für Tasteninstrumente zu einem eigenständigen Charakterstück, bei dem die ursprüngliche eröffnende Funktion verloren ging.
Große Bedeutung haben die 24 Préludes op. 28 von Frédéric Chopin: Von kurzen Albumblättern über etüdenhafte Skizzen, bis zu längeren, an die Nocturnes erinnernden Stücken in dreiteiliger Liedform reichte die kompositorische Einbildungskraft des Komponisten. Er ordnete alle Stücke nach dem Quintenzirkel mit nachgestellter Moll-Parallele von C-Dur bis d-Moll. Dieser Zyklus hatte großen Einfluss auf Komponisten wie Alexander Skrjabin und Sergei Rachmaninow, die ebenfalls Préludes komponierten.
Im Verlauf der Zeit entwickelte sich das Prélude weiter fort – die großen Orchesterwerke Les Préludes von Franz Liszt oder Prélude à l’après-midi d’un faune von Claude Debussy haben mit dem Ursprung eines „Präludiums“ nichts mehr gemein. Bekannte Präludien neuerer Zeit stellen die fünf Préludes (1940) von Heitor Villa-Lobos für Gitarre dar.